# Gorzów Wagony
Gorzów Wagony Sp. z o.o. – przedsiębiorstwo świadczące usługi przeglądów, napraw bieżących i okresowych oraz modernizacji taboru kolejowego z siedzibą w Gorzowie Wielkopolskim.

## Historia
- 1954 - utworzenie na bazie prostokątnej hali parowozowni w Gorzowie Wielkopolskim Wagonowni 1. klasy, realizującej naprawy bieżące i rewizyjne wagonów oraz koordynującej posterunki rewizji technicznej wagonów w Gorzowie Wielkopolskim, Kostrzynie, Krzyżu i Międzyrzeczu
- 1996 - przekształcenie Wagonowni w Zakład Taboru w Gorzowie Wielkopolskim z oddziałami zamiejscowymi - Piła, Krzyż i Kostrzyn
- 1999 - połączenie z Zakładem Taboru w Czerwieńsku i utworzenie Działu Napraw Rewizyjnych Wagonów w Gorzowie Wielkopolskim
- 1.10.2001 - na mocy Ustawy z dnia 8 września 2000 r. o komercjalizacji, restrukturyzacji i prywatyzacji Przedsiębiorstwa Państwowego "Polskie Koleje Państwowe" - przekształcenie w spółkę prawa handlowego o nazwie Gorzów Wagony Sp. z o.o.
- 2010 - objęcie 100% udziałów w Spółce przez PKP Cargo S.A.
- 2013 - po konsolidacji spółek taborowych - Zakład Napraw Taboru w strukturach PKP Cargotabor Sp. z o.o. (spółka zależnej PKP Cargo S.A.)